# 中华原吸鳅
中华原吸鳅又名中華近原吸鰍（学名：Erromyzon sinensis）为腹吸鳅科近原吸鳅属的鱼类，是中国的特有物种。分布于西江水系和贵州都柳江等。该物种的模式产地在广西龙胜、荔浦、金秀。
其种加词“sinensis”意为“中华的”。